# Sporonema phacidioides
Sporonema phacidioides är en svampart som beskrevs av Desm. 1847. Sporonema phacidioides ingår i släktet Sporonema och familjen Helotiaceae.   Inga underarter finns listade i Catalogue of Life.